# Edsbro-Kyrksjön
Edsbro-Kyrksjön är en sjö i Norrtälje kommun i Uppland och ingår i Skeboåns huvudavrinningsområde. Sjön avvattnas av vattendraget Vagnboströmmen. Sjöns area är 0,0956 kvadratkilometer och den är belägen 8,2 meter över havet.

## Delavrinningsområde
Edsbro-Kyrksjön ingår i det delavrinningsområde (664604-165211) som SMHI kallar för Utloppet av Edsbro-Kyrksjö. Medelhöjden är 19 meter över havet och ytan är 2,75 kvadratkilometer. Räknas de 11 avrinningsområdena uppströms in blir den ackumulerade arean 98,6 kvadratkilometer. Vagnboströmmen som avvattnar avrinningsområdet har biflödesordning 2, vilket innebär att vattnet flödar genom totalt 2 vattendrag innan det når havet efter 24 kilometer. Avrinningsområdet består mestadels av skog (72 procent) och jordbruk (13 procent). Avrinningsområdet har 0,24 kvadratkilometer vattenytor vilket ger det en sjöprocent på 1,1 procent. Bebyggelsen i området täcker en yta av 0,28 kvadratkilometer eller 1 procent av avrinningsområdet.